# Fischenthal
Fischenthal (toponimo tedesco) è un comune svizzero di 2 480 abitanti del Canton Zurigo, nel distretto di Hinwil.

## Monumenti e luoghi d'interesse

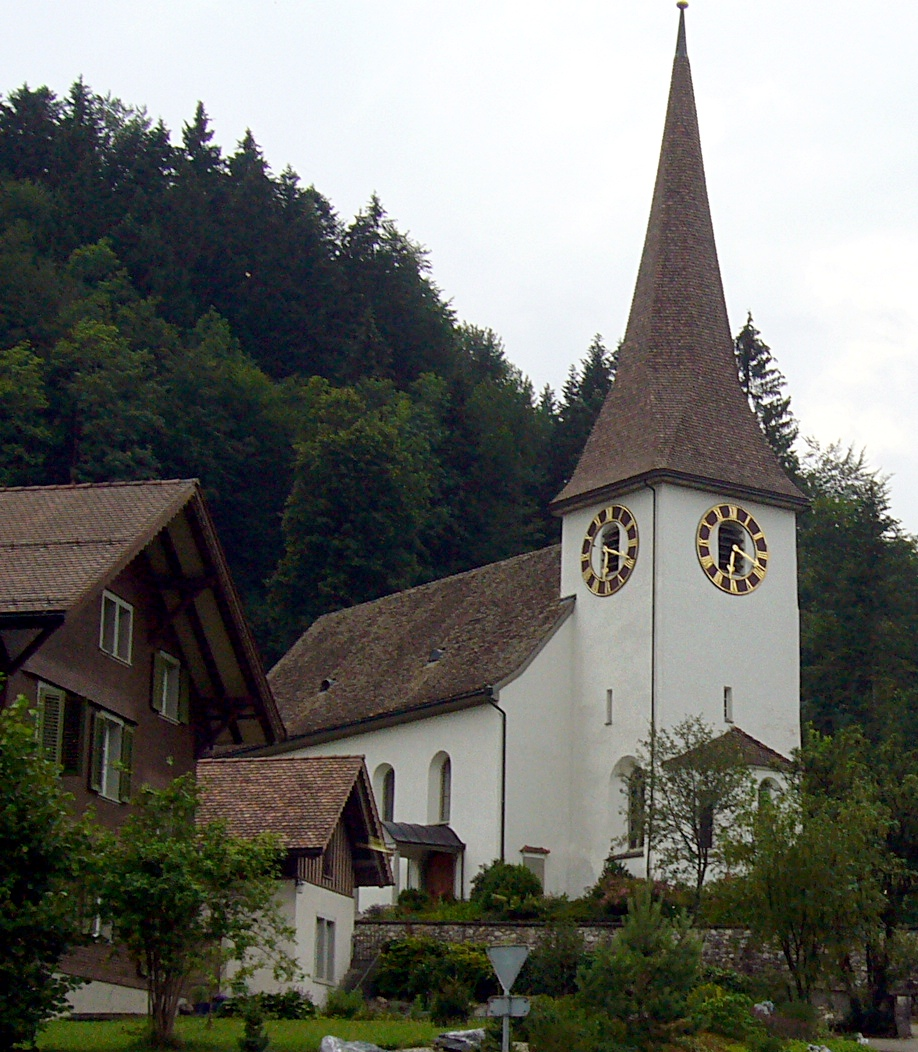
La chiesa riformata

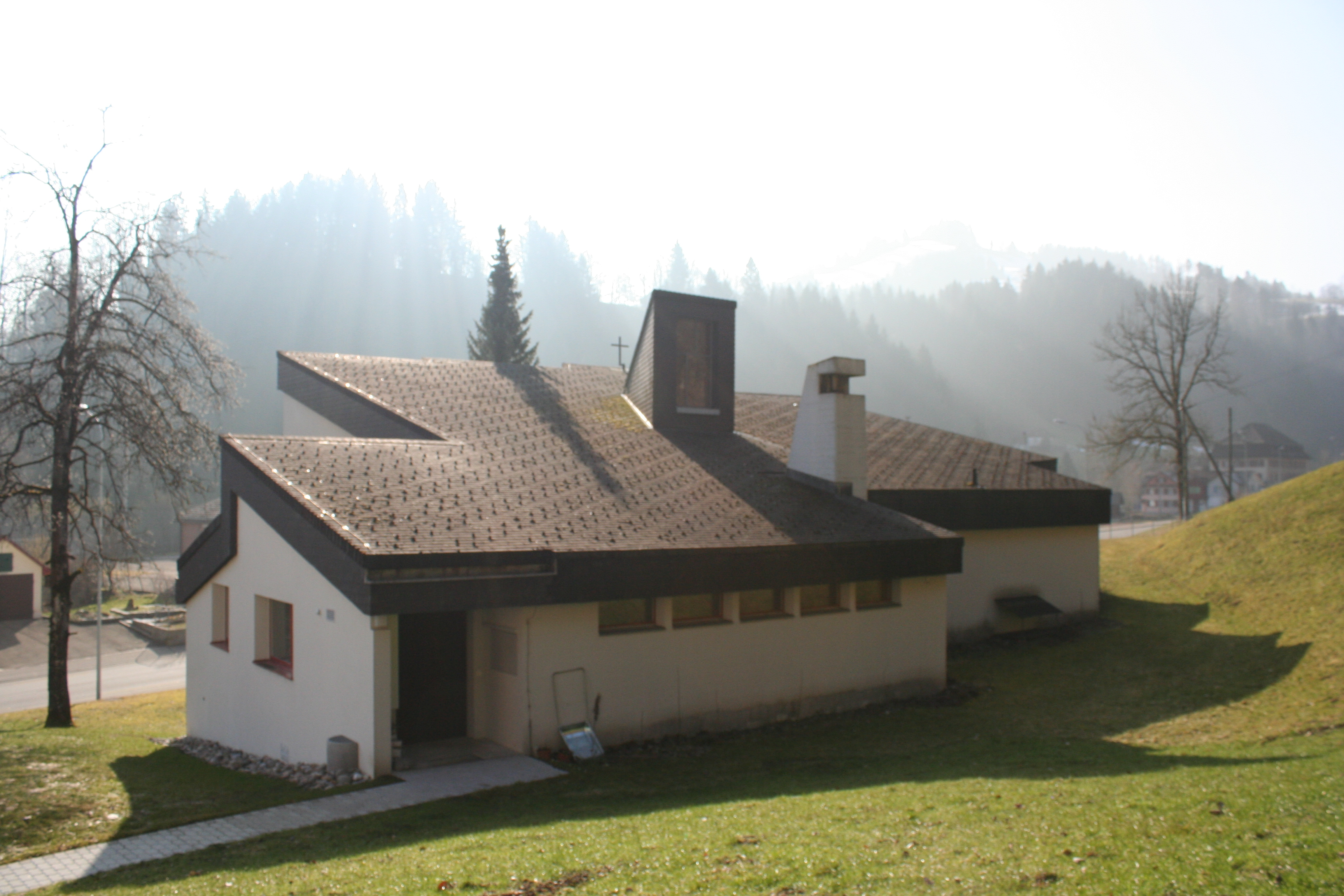
La chiesa cattolica di San Gallo

- Chiesa riformata, eretta nel IX-X secolo[1];
- Chiesa cattolica di San Gallo in località Schmittenbach, eretta nel 1970-1971[1].

## Società

### Evoluzione demografica
L'evoluzione demografica è riportata nella seguente tabella:
Abitanti censiti

## Infrastrutture e trasporti
Fischenthal è servito dalle stazioni di Fischenthal, di Gibswil  e di Steg sulla Tösstalbahn.

## Amministrazione
Ogni famiglia originaria del luogo fa parte del cosiddetto comune patriziale e ha la responsabilità della manutenzione di ogni bene ricadente all'interno dei confini del comune.